# Кокосов рат
Кокосов рат био је кратак сукоб између војника Папуе Нове Гвинеје и побуњеника на острву Еспириту Санто непосредно пре и након осамостаљења Републике Вануату 30. јула 1980. године.

## Позадина
Прије независности Вануатуа, острва су била позната као Нови Хебриди. Нови Хебриди били су уређени кондоминијум Француске и Уједињеног Краљевства. Године 1980. Француска и Велика Британија сложили су се да се Вануатуу одобри независност 30. јула 1980. године.
Почетаком јун 1980, Џими Стивенс, вођа покрета Нагријамел, повео је устанак против колонијалних службеника и планова за независност.
Устанак је трајао око 12 недеља. Побуњеници су блокирали аеродром Санто-Пекоа, уништена су два моста, те је проглашена независност острва Еспирита Санта као „Државе Вемерана“. Стивенс је подржан од стране земљопоседника француског говорног подручја и закладе Феникс, а Америчка пословна заклада подржала је оснивање слободног порезног уточишта.

## Сукоб
Дана 8. јун 1980. влада Нових Хебрида затражила је од Велике Британије и Француске слање војника за сламање побуне на острву Еспириту Санто, али се ниједна држава није одазвала на позив. Како се Дан независности приближавао, новоизабрани премијер Волтер Лини, послао је позив у Папуа Нову Гвинеју да пошаље своје војнике и интервенише. Како су војници Папуе Нове Гвинеје почели да долазе на Еспириту Санто, страни су медији догађаје назвали „Кокосов рат“.
Међутим, „рат“ је био кратак и неконвенционалан, становници Еспириту Санта генерално су поздравили долазак војника Папуе Нове Гвинеје као пријатеље Меланежане. Стивенсови су следбеници били наоружани само луковима, стрелама, каменјем. Било је неколико жртава, а рат је дошао до наглог краја. Када су на Стивенсова кола војници отворили ватру убили су Стивенсовог сина. Убрзо након тога, Џими Стивенс се предао, наводећи да он никада није имао намеру да науди било коме.
На суђењу Стивенсу откривена је повезаност између закладе Феникс и Нагријамел покрета. Такође је откривено да је француска влада тајно подржавала Стивенса у његовим настојањима. Стивенс је осуђен на 14 година затвора, а остао је у затвору до 1991. године.